# Miasto Poezji
Miasto Poezji – festiwal literacki organizowany od 2008 roku przez Ośrodek „Brama Grodzka–Teatr NN” w Lublinie. Ideą Festiwalu jest promowanie Lublina jako miasta literackiego. Z Lublina wywodzą się sławni polscy poeci, m.in.: Wincenty Pol, Józef Czechowicz, Józef Łobodowski, Franciszka Arnsztajnowa, Anna Kamieńska czy Julia Hartwig.
„Miasto Poezji” to cykl wydarzeń kulturalnych o zróżnicowanym charakterze – od artystycznych, poprzez popularyzatorskie, po naukowe – związane są z literaturą oraz jej obecnością w Lublinie i odbywają się na przestrzeni całego roku. Hasłem przedsięwzięcia jest formuła: „Miasto poezji – poezja miasta”.

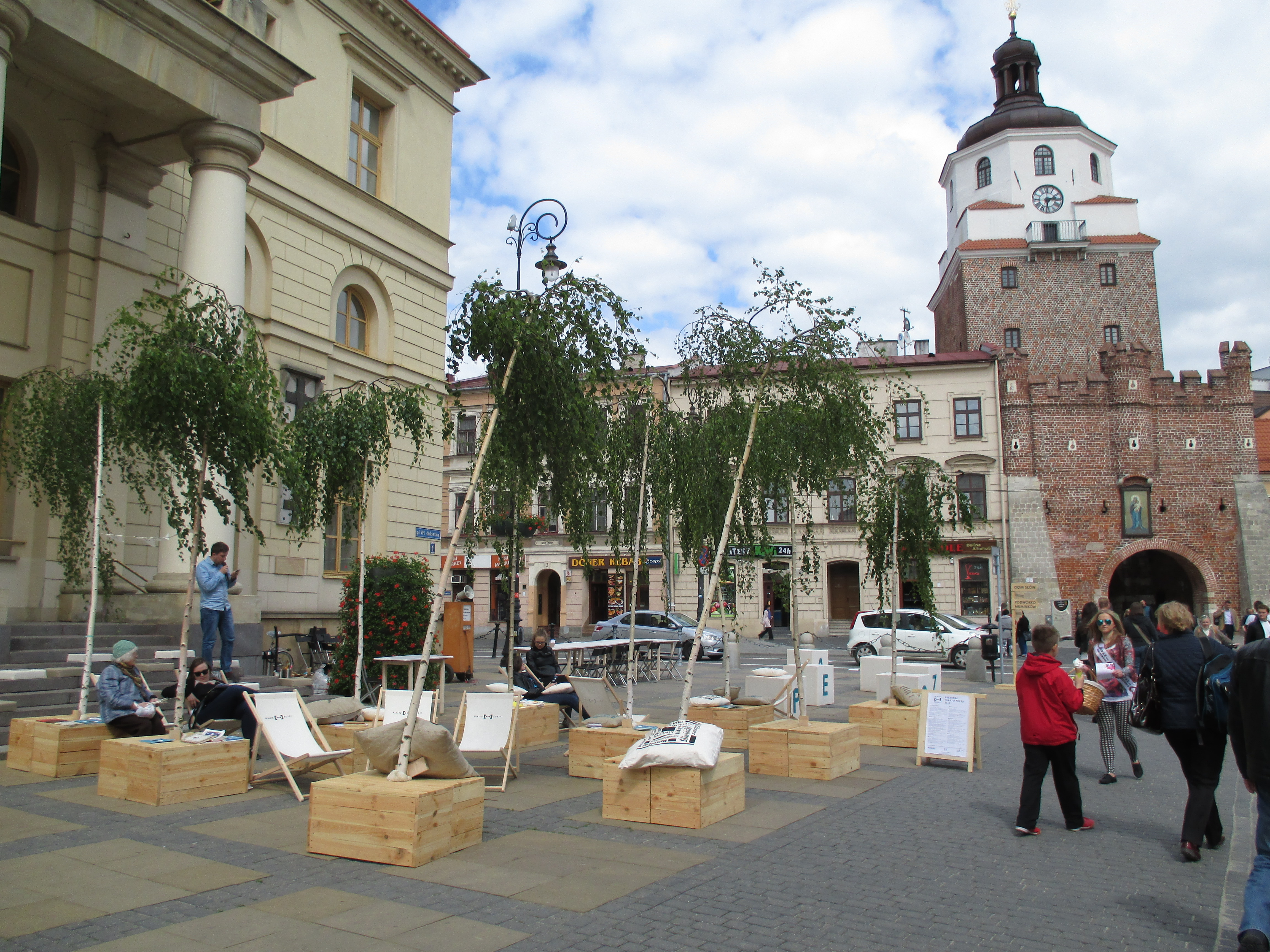
Instalacja przy Ratuszu miejskim w 2015

Festiwal proponuje nowy model zdarzenia kulturalnego - na zewnątrz, w przestrzeni miasta. W uspołecznionym modelu Festiwalu odbywa się akcja „Mieszkania Poezji” - jego współtwórcami i animatorami są osoby udostępniające swoje mieszkania oraz inicjują w nich poetyckie wydarzenia. W czasie spotkań uczestnicy czytają ulubione wiersze, opowiadają o swojej fascynacji poezją czy też konkretnym poetą. W niektórych spotkaniach biorą udział znani poeci. W trakcie imprezy odbywają się również spotkania poświęcone poezji w Domach Pomocy Społecznej, szpitalach, świątyniach różnych wyznań, szkołach. Festiwalowi towarzyszą wystawy, spotkania autorskie, koncerty, spektakle, pokaz filmów.
W ciągu roku poświęcone są dodatkowe wydarzenia upamiętniające poetów lubelskich, np. Józefa Czechowicza, Józefa Łobodowskiego, Edwarda Stachurę.

## Nagroda Poetycka „Kamień”
Za wybitny dorobek poetycki organizatorzy przyznają nagrodę „Kamień”. W swej nazwie nawiązuje ona do tytułu debiutanckiego tomu Józefa Czechowicza, który ukazał się drukiem w 1927 r. w Lublinie. Nagroda wręczana laureatowi ma formę kamiennej płaskorzeźby z reliefem nawiązującym do układu typograficznego okładki pierwszego wydania “Kamienia”. Wyróżnienie ma charakter honorowy.
Nagroda po raz pierwszy została przyznana w maju 2008 roku podczas I edycji Festiwalu. Jej laureatem był Ryszard Krynicki. Kolejnymi laureatami zostali: Julia Hartwig (2009), Tomasz Różycki (2010), Piotr Matywiecki (2011), Andrzej Sosnowski (2013), Marcin Świetlicki (2014). W latach 2008–2010 kapitułę nagrody tworzyli: Paweł Huelle, Paweł Próchniak, Marian Stala i Piotr Śliwiński. Od roku 2011 skład kapituły jest niejawny.